# Laniellus
Laniellus és un gènere d'aus paseriformes de la família dels leiotríquids.

## Taxonomia
Segons el Congrés Ornitològic Internacional, versió 15.1, 2025 aquest gènere està format per dues espècies:
- Cròcia del Lang Bian (Laniellus langbianis Gyldenstolpe, 1939)
- Cròcia de Java (Laniellus albonotatus Lesson, RP, 1831)